# 15. mednarodna brigada »Lincoln«
15. mednarodna brigada »Lincoln« je bila ena izmed mednarodnih brigad, ki so jo primarno sestavljali tuji prostovoljci iz angleško govoročih držav (ZDA, Združeno kraljestvo, Kanada,...).
Največji kontigent brigade je predstavljala t. i. Abraham Lincoln Brigade, ki je združevala več bataljonov, ki so jih sestavljali pretežno Američani. Drugi pomembnejši element je bil kanadski Mackenzie-Papineau Battalion.